# Blastocystis hominis
Blastocystis hominis, un dels microorganismes causants de la blastocitosi, és un protozou paràsit, anaerobi i zoonòtic pertanyent al superfílum Stramenopiles, que infesta l'espècie humana i li causa diarrea. La seva classificació taxonòmica ha estat modificada diverses vegades. Altres símptomes menys comuns de la infecció per Blastocystis hominis són urticària, anèmia ferropènica, flatulència, gastroenteritis aguda, angioedema crònic, prurigen perianal, prurigen úremic, lesions cutànies per rascat, restrenyiment, tenesme rectal, artràlgies, cervicitis infecciosa, artritis reactiva, púrpura de Schönlein-Henoch, úlceres colòniques, empiema toràcic, trombocitopènia autoimmunitària, peritonitis per apendicitis aguda, dolor abdominal crònic o abdomen agut. En alguna rara ocasió, persisteix el prurigen en les plantes dels peus i els palmells de la mà mesos després de ser erradicat el protozou del tracte intestinal. L'administració de metronidazole resol o millora la simptomatologia i elimina el paràsit en un nombre significatiu de pacients. Aquest antiprotozoari indueix la mort cel·lular programada de B. hominis, encara que la seva eficàcia no sempre és òptima. La paromomicina, la ciprofloxacina, el trimetoprim/sulfametoxazole i la nitazoxanida també s'utilitzen en el tractament de les infeccions per Blastocystis.
Va rebre el seu nom l'any 1912, quan es va fer una breu descripció d'aquest germen identificat microscòpicament en material humà. El 1967, emprant microscòpia electrònica, va ser classificat com un protozou. Generalment, es reprodueix per fissió binària i creix bé en cultius de femta amb medi monofàsic Jones. Té una variant infreqüent amb característiques morfològiques ameboides. És un dels protists intestinals més comuns. Es transmet de forma fecal-oral i en el cas de la transmissió animal-humà, el reservori natural més conegut de B. hominis són els gossos, els porcs, els pollastres, el bestiar boví, els cérvols comuns i els senglars. Unes altres vies de transmissió són el consum d'aigua no potabilitzada o la ingesta d'aliments contaminats amb el paràsit. És un microbi que resisteix l'acció dels desinfectants clorats i del peròxid d'hidrogen, amb una gran heterogeneïcitat genètica, patogenicitat diversa, múltiples morfologies i diferents estratègies de replicació. No és rar que produeixi infeccions oportunistes en individus immunodeficients. Algunes espècies de paneroles poden ser vectors seus. És una causa poc habitual de la diarrea del viatger.
A Europa s'ha descrit algun cas d'infecció per aquest protozou relacionat amb el consum d'aigua no potable. A diversos països en vies de desenvolupament, la infecció entèrica per Blastocystis hominis és un factor coadjuvant en la gènesi de la malnutrició infantil. Té una prevalença important en casos de síndrome de l'intestí irritable. Hi ha estudis que associen la colonització intestinal per B. hominis amb un augment del risc d'empitjorament del càncer colorectal. S'ha demostrat que, en certs casos, la seva erradicació ajuda a prevenir el desenvolupament de la tiroïditis de Hashimoto simptomàtica. Pot ser l'origen d'una sèpsia greu en pacients sotmesos a oxigenació per membrana extracorpòria. Rares vegades, la síndrome de Stevens-Johnson és la primera manifestació d'una blastocitosi. Inusualment, la coinfecció per Blastocystis hominis i Giardia lamblia produeix una limfocitosi aguda infecciosa en nens o evoluciona cap a la formació d'un abscés hepàtic en una persona immunocompetent.